# NGC 6006
NGC 6006 is een elliptisch sterrenstelsel in het sterrenbeeld Slang (sterrenbeeld). Het hemelobject werd op 2 juni 1864 ontdekt door de Duitse astronoom Albert Marth.

## Synoniemen
- MK 862
- ZWG 78.93
- NPM1G +12.0445
- PGC 56295